# ジャン・ドルレアン (1965-)
ジャン・ドルレアン（フランス語: Jean d'Orléans, 1965年5月19日 - ）は、フランスの旧王家であるオルレアン家の当主で、王位請求者（2019年1月21日 - ）。父アンリ公の次男でヴァンドーム公の儀礼称号を授与されていた。2019年、父の崩御によりフランス公、パリ伯の儀礼称号を襲い、名目上のフランス国王「ジャン4世（Jean IV）」として、オルレアニストと連合派に支持される。

## 経歴

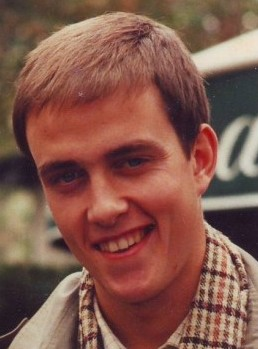
ジャン（1980年代撮影）

1965年5月19日、当時まだドーファンだったパリ伯爵アンリとその最初の妻でヴュルテンベルク王家家長フィリップ・アルブレヒトの娘であるマリー・テレーゼの間の第4子、次男として生まれた。
1987年、祖父のパリ伯アンリ（6世）によって、ヴァンドーム公に叙爵された。同年、祖父から後継者に指名されるが、1991年には継承権を回復した父にその座を譲った。
2006年、トキソプラズマ症が原因で重度の知的障害を抱える兄のクレルモン伯フランソワに代わり、父によって後継者に指名された。
2019年1月21日、父の死とともにオルレアン家の家督を継承、フランス公、パリ伯の称号も受け継いだ。

## 妻子

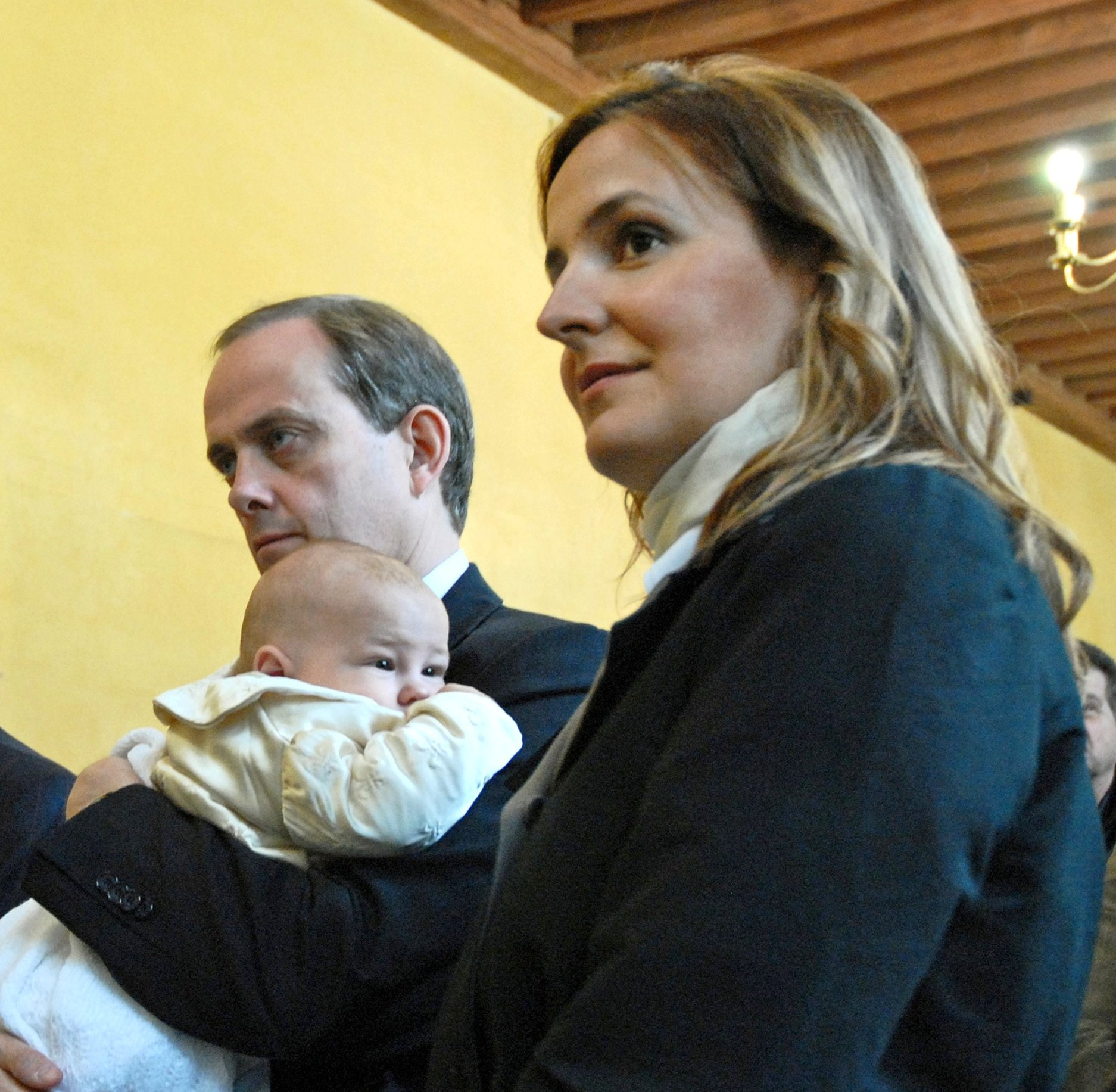
ヴァンドーム公夫婦と長男ガストン、2010年撮影

2001年にオルデンブルク大公世子ニコラウスの孫娘タティアナ（1974年 - ）と婚約したが、宗派問題により破談となった。ジャンがプロテスタント信徒との結婚によりカトリック信徒の支持を失い、オルレアン家の王位請求権が弱まることが危惧されたためだった。
2009年にバスク人のフィロメナ・デ・トルノス（Philomena de Tornos y Steinhart、1977年 - ）と結婚した。民事婚は2009年3月19日にパリで、パリ7区区長ラシダ・ダティの主宰により、宗教婚は2009年5月2日にサンリスのノートルダム聖堂（Cathédrale Notre-Dame）で挙行された。フィロメナはオーストリア貴族の作家フランツ・フォン・ヴェルナーの玄孫である。
妻フィロメナとの間に3男3女をもうけている。
- ガストン・ルイ・アントワーヌ・マリー（2009年11月19日 - ）ドーファン、フランス王子（フランス語版）（名目上）
- アントワネット・レオポルディーヌ・ジャンヌ・マリー（2012年1月28日 - ）フランス王女（名目上）
- ルイーズ＝マルグリット・エレオノール・マリー（2014年7月30日 - ）
- ジョゼフ・ガブリエル・ダヴィド・マリー（2016年6月2日 - ）
- ジャサント・エリザベート＝シャルロット・マリー（2018年10月9日 - ）
- アルフォンス・シャルル・フランソワ・マリー（2023年12月31日 - ）